# Championnats du monde de biathlon 1996
Navigation
Antholz 1995 Osrblie 1997
Les Championnats du monde de biathlon 1996 se tiennent du 3 au 11 février 1996 à Ruhpolding (Allemagne), qui organise la compétition pour la troisième fois.

## Les résultats
| Épreuve                          | Or                                                                      | Argent                                                                       | Bronze                                                                             |
| 3 février : 15 km individuel F   | Emmanuelle Claret                                                       | Olga Melnik                                                                  | Olena Petrova                                                                      |
| 4 février : 20 km individuel H   | Sergei Tarasov                                                          | Vladimir Dratchev                                                            | Vadim Sachourine                                                                   |
| 6 février : 10 km par équipes H  | Biélorussie Vadim Sachourine Oleg Ryjenkov Alexandre Popov Petr Ivashko | Russie Viktor Maigourov Vladimir Dratchev Pavel Mouslimov Sergueï Rozhkov    | Italie Rene Cattarinussi Pieralberto Carrara Patrick Favre Hubert Leitgeb          |
| 6 février : 7,5 km par équipes F | Allemagne Katrin Apel Petra Behle Uschi Disl                            | Ukraine Tetyana Vodopyanova Olena Petrova Olena Zubrilova Nina Lemesh        | France Anne Briand Corinne Niogret Florence Baverel-Robert Emmanuelle Claret       |
| 8 février : Sprint 7,5 km F      | Olga Romasko                                                            | Ann Elen Skjelbreid                                                          | Magdalena Forsberg                                                                 |
| 9 février : Sprint 10 km H       | Vladimir Dratchev                                                       | Viktor Maigourov                                                             | Rene Cattarinussi                                                                  |
| 10 février : Relais 4×7,5 km F   | Allemagne Uschi Disl Simone Greiner-Petter Katrin Apel Petra Behle      | France Florence Baverel-Robert Emmanuelle Claret Corinne Niogret Anne Briand | Ukraine Tetyana Vodopyanova Olena Petrova Olena Zubrilova Valentina Tserbe Nessina |
| 11 février : Relais 4×7,5 km H   | Russie Viktor Maigourov Vladimir Dratchev Sergei Tarasov Alexei Kobelev | Allemagne Ricco Gross Peter Sendel Frank Luck Sven Fischer                   | Biélorussie Alexei Aidarov Oleg Ryjenkov Vadim Sachourine Alexandre Popov          |

## Le tableau des médailles
| Médailles | Pays        | Or | Argent | Bronze | Ensemble |
| --------- | ----------- | -- | ------ | ------ | -------- |
| 1         | Russie      | 4  | 4      | 0      | 8        |
| 2         | Allemagne   | 2  | 1      | 0      | 3        |
| 3         | France      | 1  | 1      | 1      | 3        |
| 4         | Biélorussie | 1  | 0      | 2      | 3        |
| 5         | Ukraine     | 0  | 1      | 2      | 3        |
| 6         | Norvège     | 0  | 1      | 0      | 1        |
| 7         | Italie      | 0  | 0      | 2      | 2        |
| 8         | Suède       | 0  | 0      | 1      | 1        |